# Alphonse Van Mele
Alphonse Van Mele, né le 29 décembre 1891 et mort le 11 janvier 1972, est un gymnaste belge.

## Carrière
Il fait partie de l'équipe de Belgique qui remporte la médaille d'argent au concours général par équipes aux Jeux olympiques d'été de 1920 se tenant à Anvers.